# Maximilian von Edelsheim
Maximilian von Edelsheim (6 de julio de 1897 - 26 de abril de 1994) fue un general en la Wehrmacht de la Alemania Nazi durante la II Guerra Mundial. Fue condecorado con la Cruz de Caballero de la Cruz de Hierro con Hojas de Roble y Espadas.
Negoció la rendición de las fuerzas alemanas ante los estadounidenses en el puente de Tangermünde sobre el río Elba sobre el 2 de mayo de 1945. El 12.º Ejército alemán, a las órdenes del general Walther Wenck, había realizado previamente un giro de 180º respecto de los Aliados occidentales, como resultado de una orden para aliviar Berlín del ataque soviético. Desobedeciendo una orden, Wenck luchó hacia el este, hacia la región del bosque del Spree, hacia la población de Halbe y enlazó con los restos del 9.º Ejército alemán. Después dieron la vuelta y fueron hacia el oeste, de vuelta al Elba. Ahí, Edelsheim cruzó el Elba a bordo de un schwimmwagen y negoció la rendición de todas las fuerzas alemanas en el lado oeste del Elba a los estadounidenses.

## Condecoraciones
- Cruz de Hierro (1914) 2.ª Clase (27 de noviembre de 1915) & 1.ª Clase (26 de octubre de 1918)[1]
- Caballero de la Orden del León de Zähringen con Espadas de 2.ª Clase (19 de septiembre de 1939) & 1.ª Clase (14 de octubre de 1939)[1]
- Cruz de Caballero de la Cruz de Hierro con Hojas de Roble y Espadas
  - Cruz de Caballero el 30 de julio de 1941 como Oberstleutnant y comandante del Radfahr-Abteilung 1[2]
  - Hojas de Roble el 23 de diciembre de 1942 como Oberst y comandante del Panzergrenadier-Regiment 26[2]
  - Espadas el 23 de octubre de 1944 como Generalleutnant y comandante de la 24. Panzer-Division[3]